# Adrian (Teksas)
Adrian je grad u američkoj saveznoj državi Teksas. Prema popisu stanovništva iz 2010. u njemu je živjelo 166 stanovnika.